# Cirrocúmulo

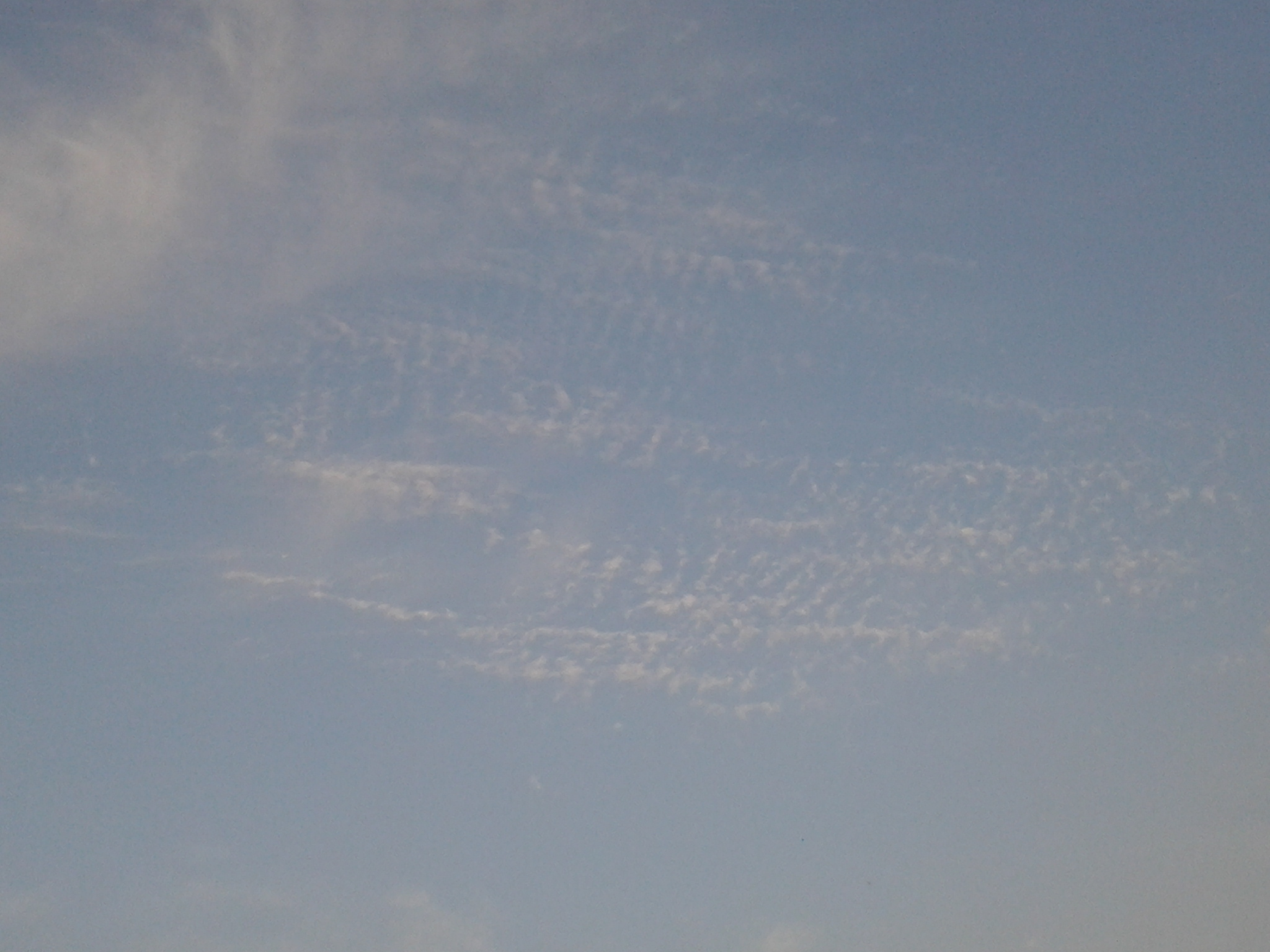
Un ligero manto de cirrocúmulos

Los cirrocúmulos o cirrocumulus son nubes que se encuentran en las capas altas del cielo y se forman horizontalmente. Se dan entre los 6 y los 12 km de altitud. Su símbolo es: 

## Formación
Se forman a partir de Cirros o  Cirrostratos cuando una corriente de aire caliente ascendente turbulenta e inestable (Proveniente comúnmente de los frentes cálidos) choca con ellos, provocando que el aire se eleve y que se condense al enfriarse en la forma de los Cirrocúmulos, formándolos con agua súper enfriada (agua en estado líquido a pesar de tener temperatura menor a 0 grados) que puede mantenerse así gracias a la inestabilidad provocada por el choque. Esta es la razón por la cual el Cirrocúmulo se encuentra asociado casi siempre con Cirros y Cirrostratos. Si este no es su origen, la nube podría ser un Altocúmulo. También se pueden formar cuando las estelas de los aviones se extienden, posiblemente formando Cirrocúmulos.

## Apariencia
Los cirrocúmulos y los altocúmulos a veces lucen idénticos, sin embargo, a diferencia de los altocúmulos, los cirrocúmulos son más altos y no producen sombra. 
| Cirrocúmulo | Altocúmulo |
| ----------- | ---------- |
|             |            |

Los cirrocúmulos pueden mostrar hermosas coronas e iridiscencia, especialmente si aparecen por debajo de estructuras cirriformes lacunosus.

## Características estructurales
La nube está conformada por pequeñas áreas blancas y delgadas, las cuales están compuestas por granos u ondas muy pequeñas. Los Cirrocúmulos están compuestos por cristales de hielo y por el agua súperenfriada anteriormente mencionada, que al evaporarse los cristales o el agua pueden dar lugar a la aparición de espacios entre las nubes. Por lo general, suelen presentar sistemas de ondulación y márgenes fibrosos.

## Variedades de cirrocúmulos
Castellanus es la formación que tiene protuberancias en forma de almenas, parecidas a las murallas de los castillos, de ahí su nombre. Esta variedad es mucho menos común en los cirrocúmulos que en los altocúmulos.
Las nubes floccus parecen un racimo cumuliforme con una base más o menos rasgada. 
Las formaciones stratiformis se extienden horizontalmente, formando amplias capas.
Las formaciones lenticularis tienen forma de lenteja o almendra, bien definida.

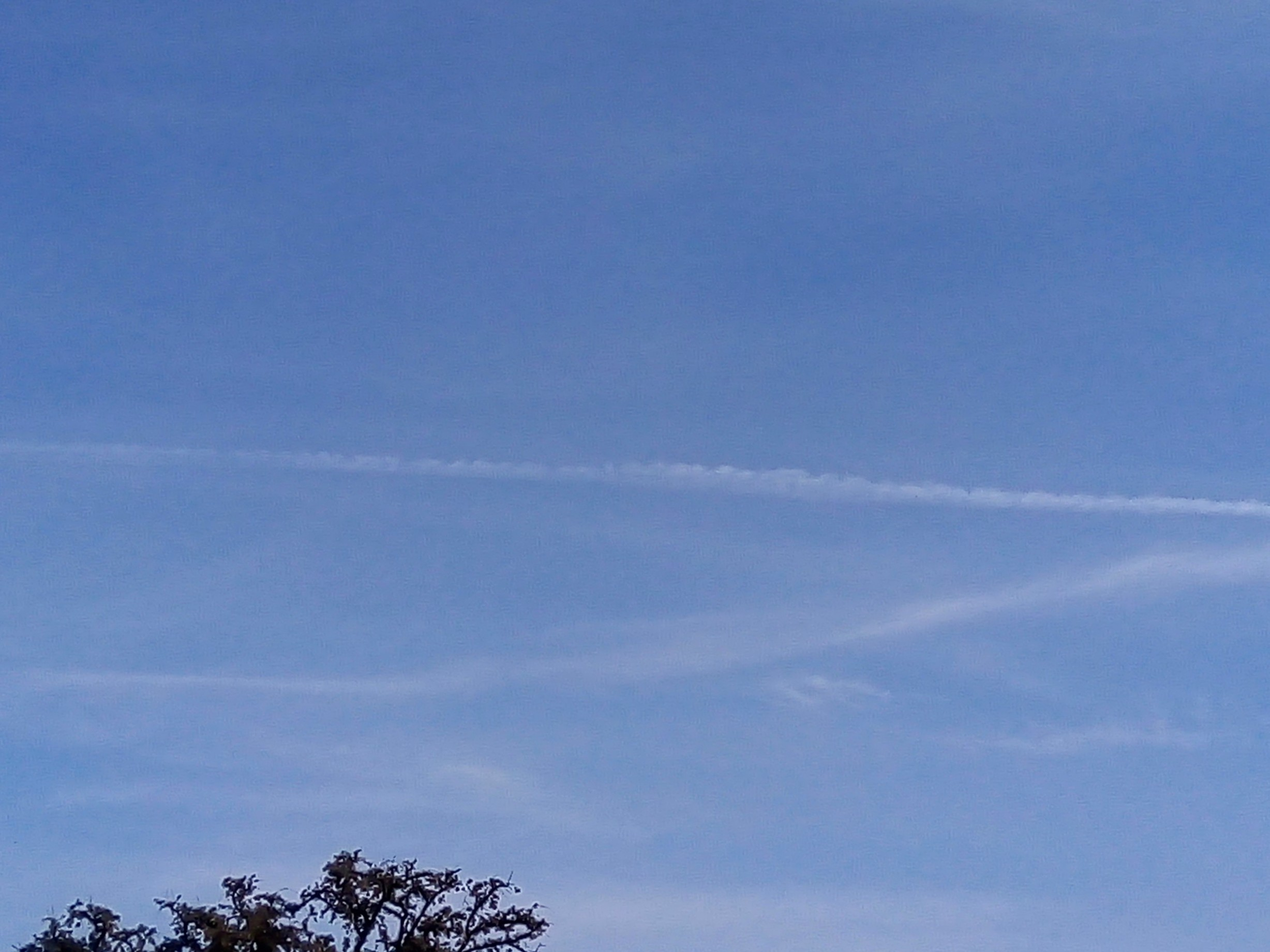
Cirrocumulus castellanus homogenitus
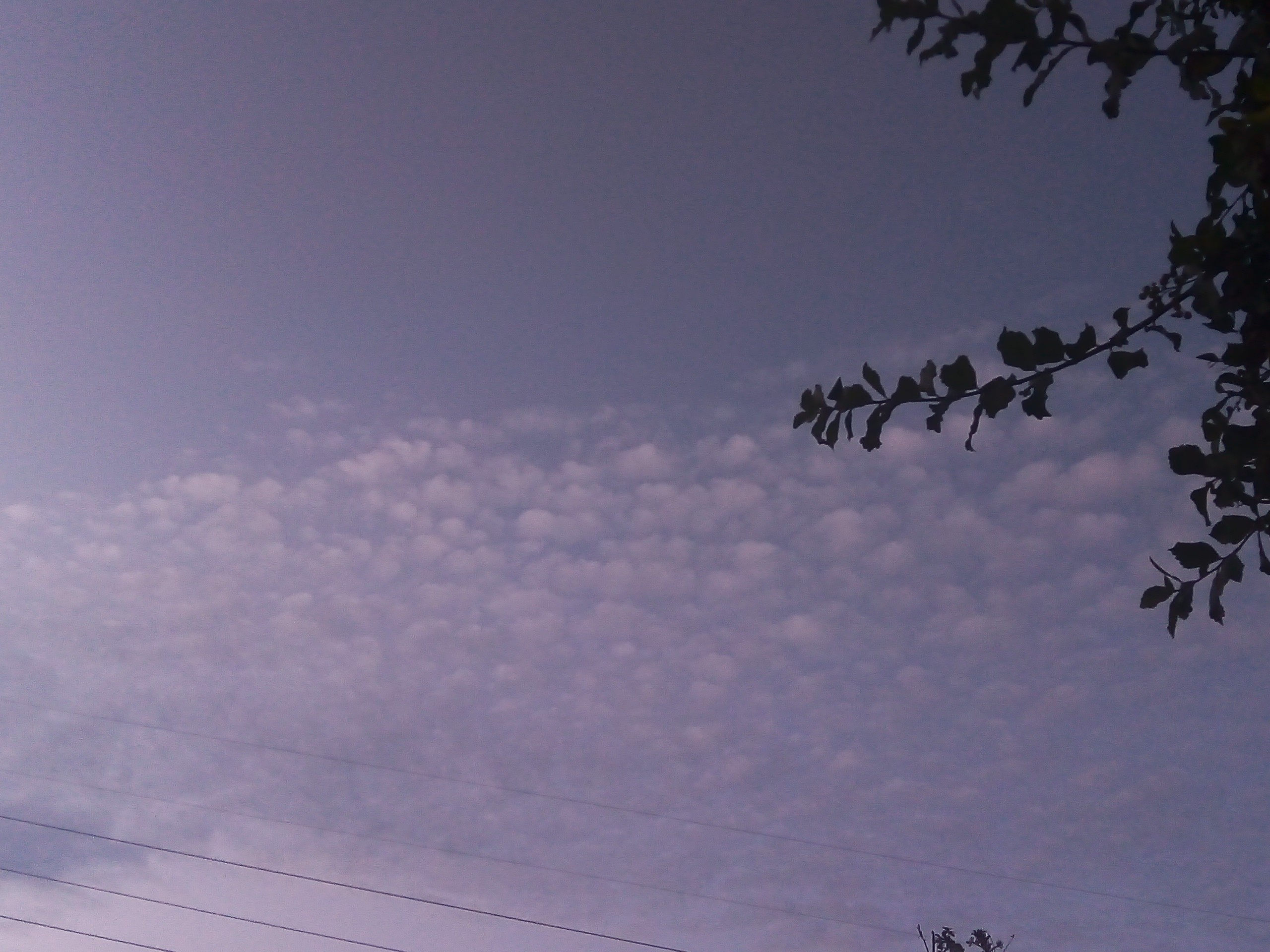
Cirrocumulus floccus
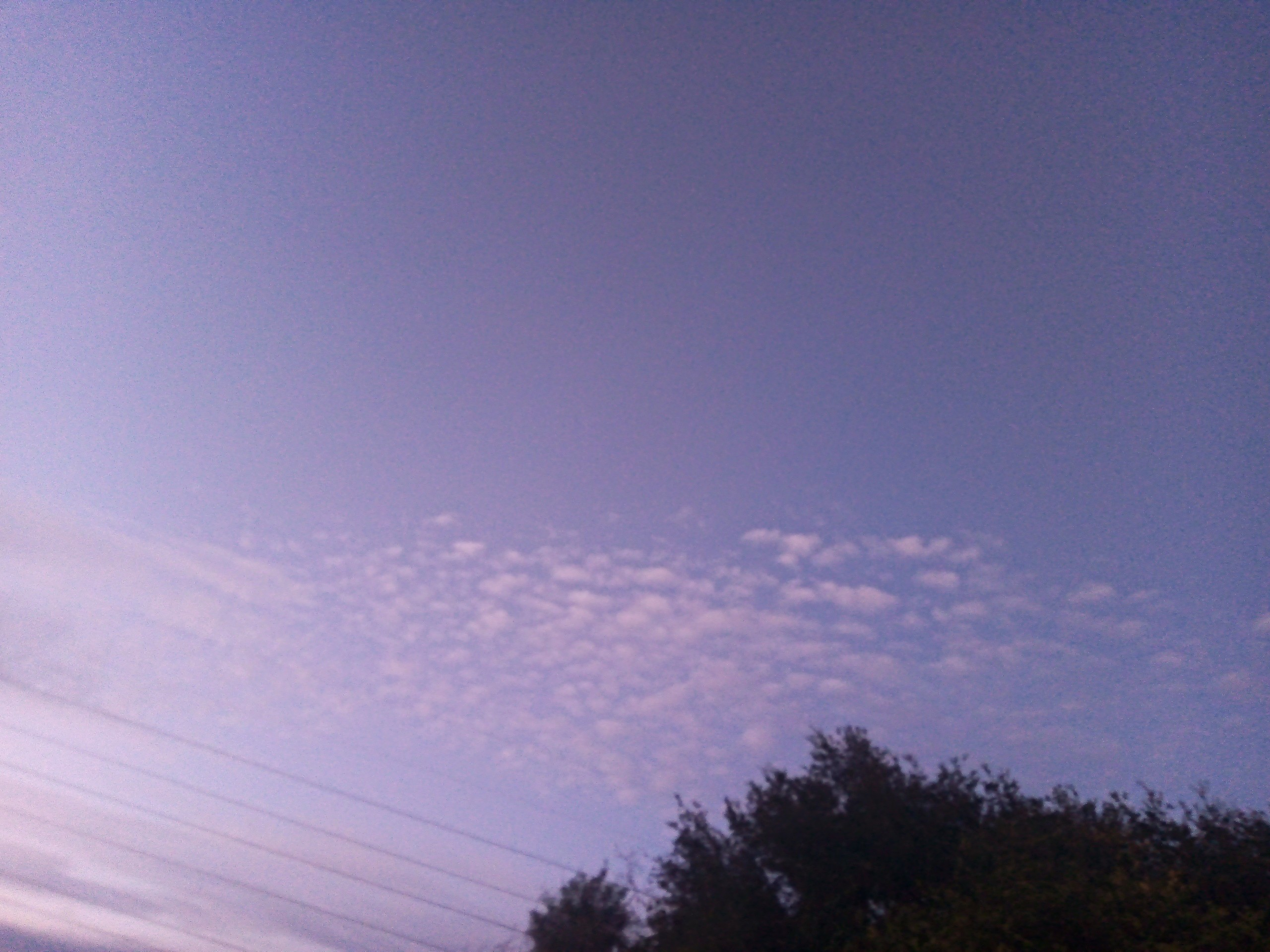
Cirrocumulus stratiformis floccus
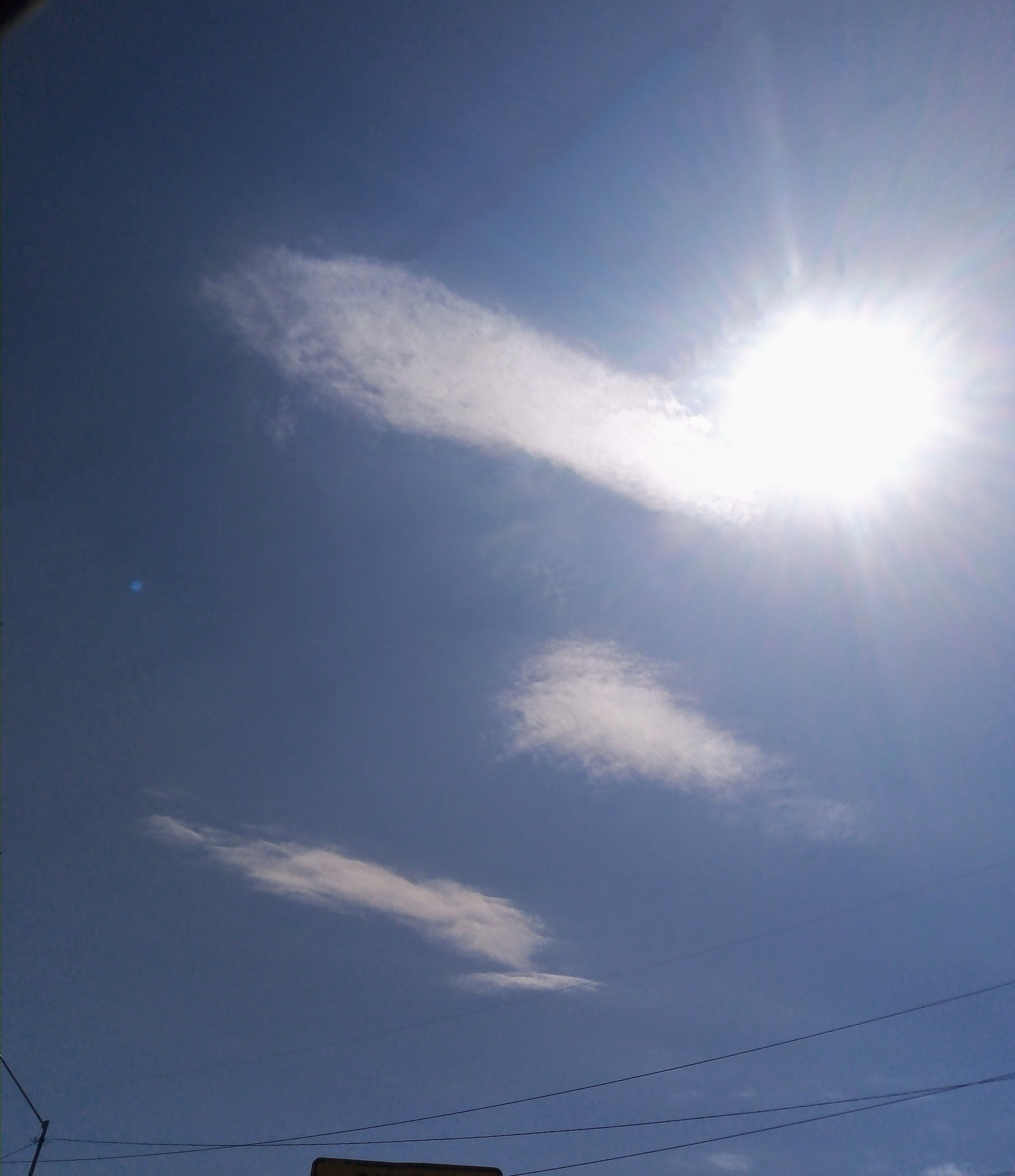
Cirrocumulus lenticularis

## Datos puntuales de Cirrocúmulo
División por altura: nube alta.
Abreviatura: Cc.
Altura de la base : 5 - 13 km.
Dimensión vertical : 0,6 km.
Temperatura de la base : -20 a -60 °C.
Contenido de agua : 0,05 g/m³ (metro cúbico).